# Exton (Hampshire)
Exton is een civil parish in het bestuurlijke gebied Winchester, in het Engelse graafschap Hampshire met 203 inwoners.